# Terrasse des Négociants
La terrasse des Négociants est une voie interne située dans le quartier de Bercy du 12e arrondissement de Paris.

## Situation et accès
La terrasse des Négociants est accessible par la ligne de métro 14 à la station Cour Saint-Émilion.

## Origine du nom
Le nom de cette voie, attribué par une décision municipale du 5 juillet 1993, fait référence aux négociants de vin qui exerçaient autrefois leur activité dans les entrepôts de Bercy.

## Historique
Cette voie interne située dans le quartier international du vin et de l'alimentaire, sur le site des anciens entrepôts de Bercy, est issue de l'aménagement de la partie est de la ZAC de Bercy.

## Bâtiments remarquables et lieux de mémoire
- Entrepôts de Bercy